# Trient (Švýcarsko)
Trient je obec v západní (frankofonní) části Švýcarska, v kantonu Valais. Žije zde 162 obyvatel.

## Geografie

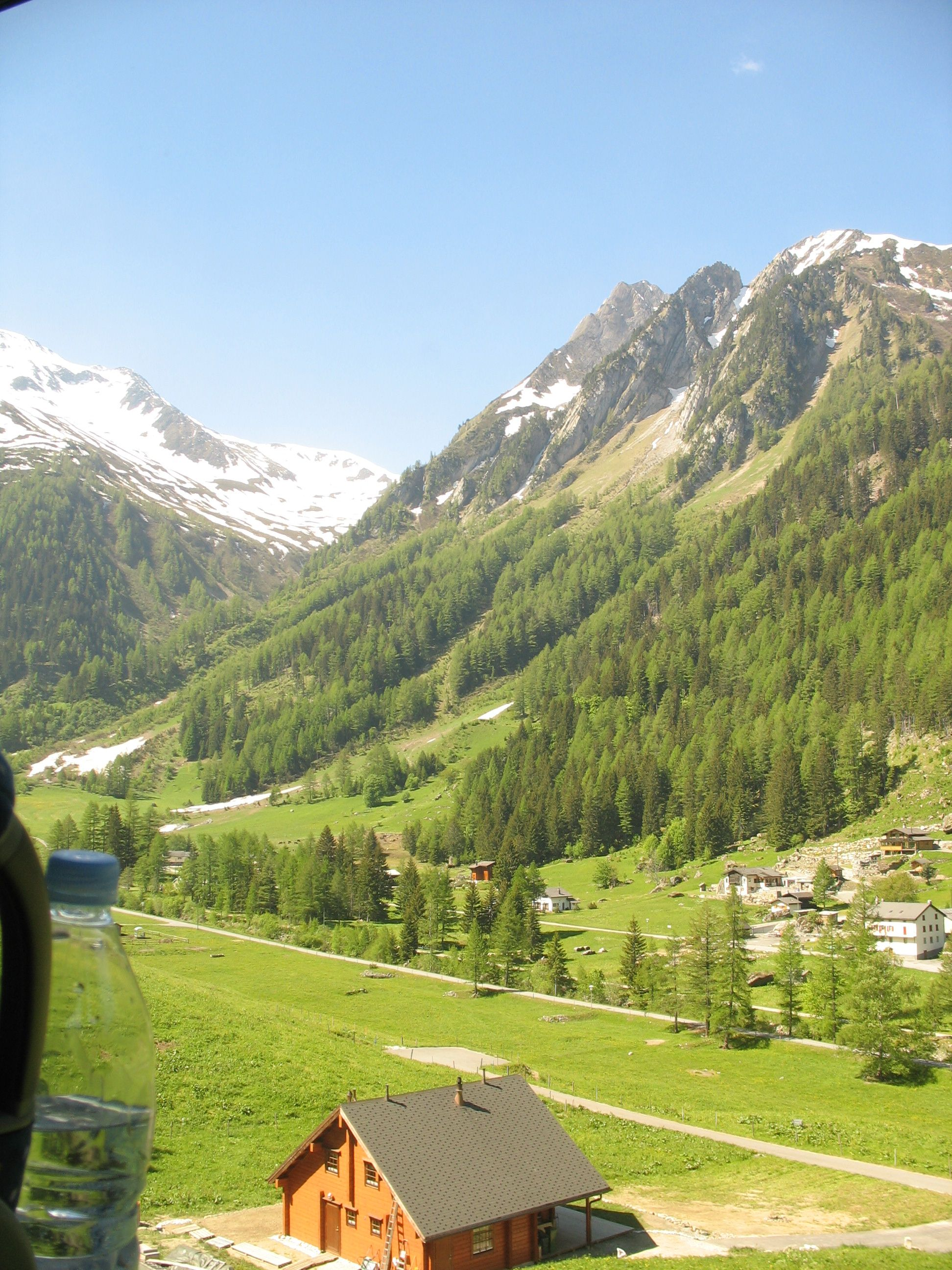
Trient

Obec, která se skládá z celkem 22 vesnic a osad, se nachází v údolí Vallée du Trient na úpatí masivu Mont Blanc nedaleko hranic s Francií. Leží na stejnojmenné řece Trient, která pramení v ledovci Trient, jenž leží na území obce.
Severozápadní hranici s obcí Finhaut tvoří vody Trientu a Eau Noire, jihozápadní hranici s Francií zaledněná Aiguille du Tour (3540 m n. m.) a jihovýchodní hranici s Orsières tvoří Aiguilles Dorées (3519 m n. m.), která je rovněž zaledněná. Severovýchodní hranici směrem k Martigny tvoří průsmyk Col de la Forclaz ve výšce 1527 metrů.

## Historie
Vesnice Les Jeurs byla kolem roku 1350 malou vesnicí, zatímco vesnice Trient byla ještě samotou.
V roce 1830 se Trient stal fojtstvím a v roce 1868 farností, ale teprve v roce 1893 se od Martigny církevně zcela oddělil.
Politicky se Trient po hlasování v roce 1899 následujícího roku oddělil od obce Martigny-Combe, která sama do roku 1841 patřila k Martigny.
V bitvě u Trientu v roce 1844, která byla vyvrcholením konfliktu mezi liberály a konzervativci ve Valais, zvítězili konzervativci („staré Švýcarsko“) nad liberály („mladé Švýcarsko“).

## Obyvatelstvo

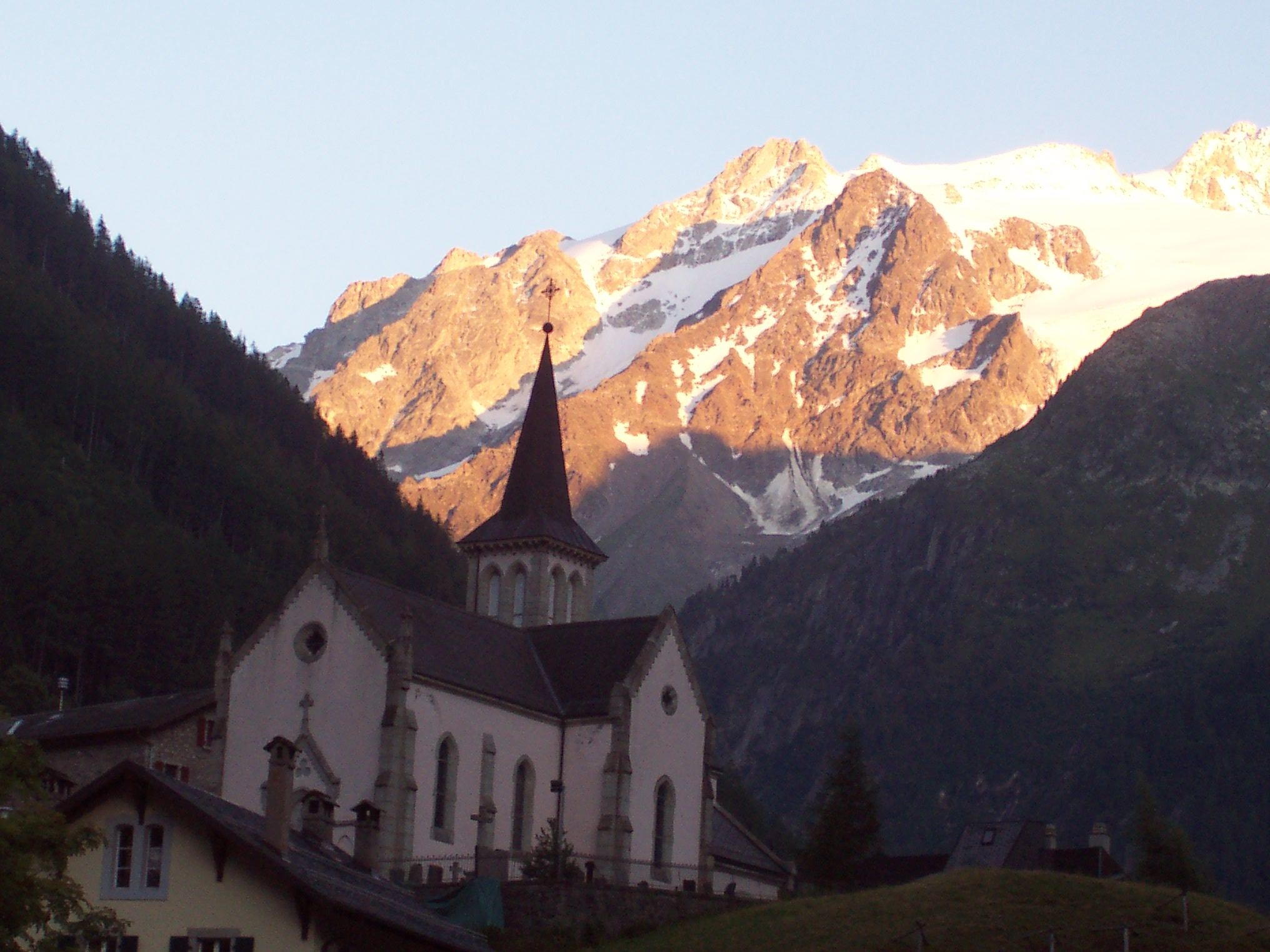
Kostel v obci; v pozadí masiv Mont Blancu

| Rok            | 1900 | 1950 | 2000 | 2010 | 2011 | 2012 | 2013 | 2014 | 2015 | 2016 |
| Počet obyvatel | 329  | 188  | 130  | 147  | 148  | 144  | 161  | 178  | 193  | 174  |

## Hospodářství a doprava
Trient žil z chovu dobytka a ve druhé polovině 19. století z těžby ledu z trientského ledovce. V období Belle Époque se rozvíjel cestovní ruch. Dnes v Trentu žijí především dojíždějící.
Do Trientu se lze dostat z Martigny po hlavní silnici 203 přes Col de la Forclaz, která byla otevřena v roce 1957 a pokračuje jako francouzská Route départementale do Chamonix-Mont-Blanc. Trient je napojen na síť veřejné dopravy prostřednictvím postbusové linky Martigny – Col de la Forclaz – Trient; v létě vybrané spoje pokračují přes průsmyk „Tête Noire“ do Châtelard-Frontière na státní hranici.